# Народное зодчество Беларуси
Народное зодчество Белоруссии — понятие, условно объединяющее в себе две формы архитектурного творчества Белоруссии: традиционную и «самодельную» (непрофессиональную) архитектуру. Традиционной архитектурой для Белоруссии является так называемое деревянное зодчество. Деревянное зодчество имеет две основные конструктивные системы: бревенчатую и каркасную. В его основе сруб или амбар с двускатной или четырёхскатной крышей соответственно.

## Исследование
Первые этнографические работы, посвященные белорусской народной культуре, появились в конце XVIII - XIX веках благодаря работе А. Мейера, И. Еремича, М. Никифоровского. В начале XX века были опубликованы работы А. Харузина, И. Сербова, К. Машинского, Ч. Петкевича, З. Глогера, З. Дмоховского, Н. Я. Лебедева.
В 1960-х и 1970-х годах по результатам многолетних исследований публикуются работы советских этнографов Л. А. Молчанова, Э. Р. Соболенко, Е. Э. Бломквист, В. С. Гуркова, Ю. Иванова, однако с художественной точки зрения народное творчество не них рассматривалось.
В 1980-е годы в исследованиях таких белорусских архитекторов, как Ю. В. Чантурия, В. В. Трацевский, С. А. Сергачёв, Ю. А. Якимович значительное место отводится народной архитектуре.

### Поозерье
Для Поозерья присуща хаотичная застройка поселений, но с подчинением определённым закономерностям, а также использование замкнутых и асимметричных приемов в объёмно-планировочных решениях усадеб и отдельных построек, что гармонично соединяет архитектуру с природным окружением. Ощущается стремление объединить под одной крышей различные функции. Характерны скромные декоративные приёмы.

## Архитектура

### Конструктивные решения
На территории современной Белоруссии сруб известен со II—III вв., когда он заменил более архаичную столбчатую структуру построек. А в X—XIII вв. лесозаготовительная техника стала преобладающей в Белоруссии. В дальнейшем на основе сруба как планово-пространственной единицы сооружений в результате варьирования параметров самих сооружений и их завершения были изобретены разнообразные виды композиций: удлиненно-осевые, центрические и ярусные. Особенно это характерно для культовой архитектуры.
В Белоруссии по традиции сруб делали открытым, его не обмазывали глиной и не штукатурили. Для утепления пазы между бревен могли закладываться мхом, или замазываться глиной. Уже в XX веке широкое распространение получила практика обшивки сруба снаружи.
Обычно первый венец сруба делали из крепкого дерева (дуба), которое можно было поставить просто на землю или на специальные блоки (стандарты) или камни по углам.

### Детали и украшения
В XVIII веке домовая резьба стала неотъемлемым элементом домов не только шляхты, но и зажиточных мещан.
Крестьяне с глубокой древности применяли простейшие виды резьбы: зарубки на косяках дверей, консолях и т. д.
Декоративные элементы в традиционной архитектуре широко начали применяться примерно с XIX века. Архитектурную резьбу стали использовать, вероятно, только после отмены крепостного права в 1861 году. До этого в домах было пыльно[уточнить], не было даже элементарных оконных и стенных украшений .
Прогресс двигался в направлении от города к сельской местности. Именно в городах раньше появились сначала слюдяные, а затем и стеклянные окна, а также печные трубы.
Самым первым объектом украшения стали опорные столбы и кронштейны, позже стали украшать резьбой щиты, коньки и другие конструктивные элементы.
В Белоруссии деревянный декор наиболее распространен на юге и востоке страны. По мере движения с востока на запад насыщенность его уменьшается, но увеличивается использование таких декоративных средств, как шалёвка, пластическая отделка конструкций, использование разноцветной краски, белил.

#### Коньки и закрылки

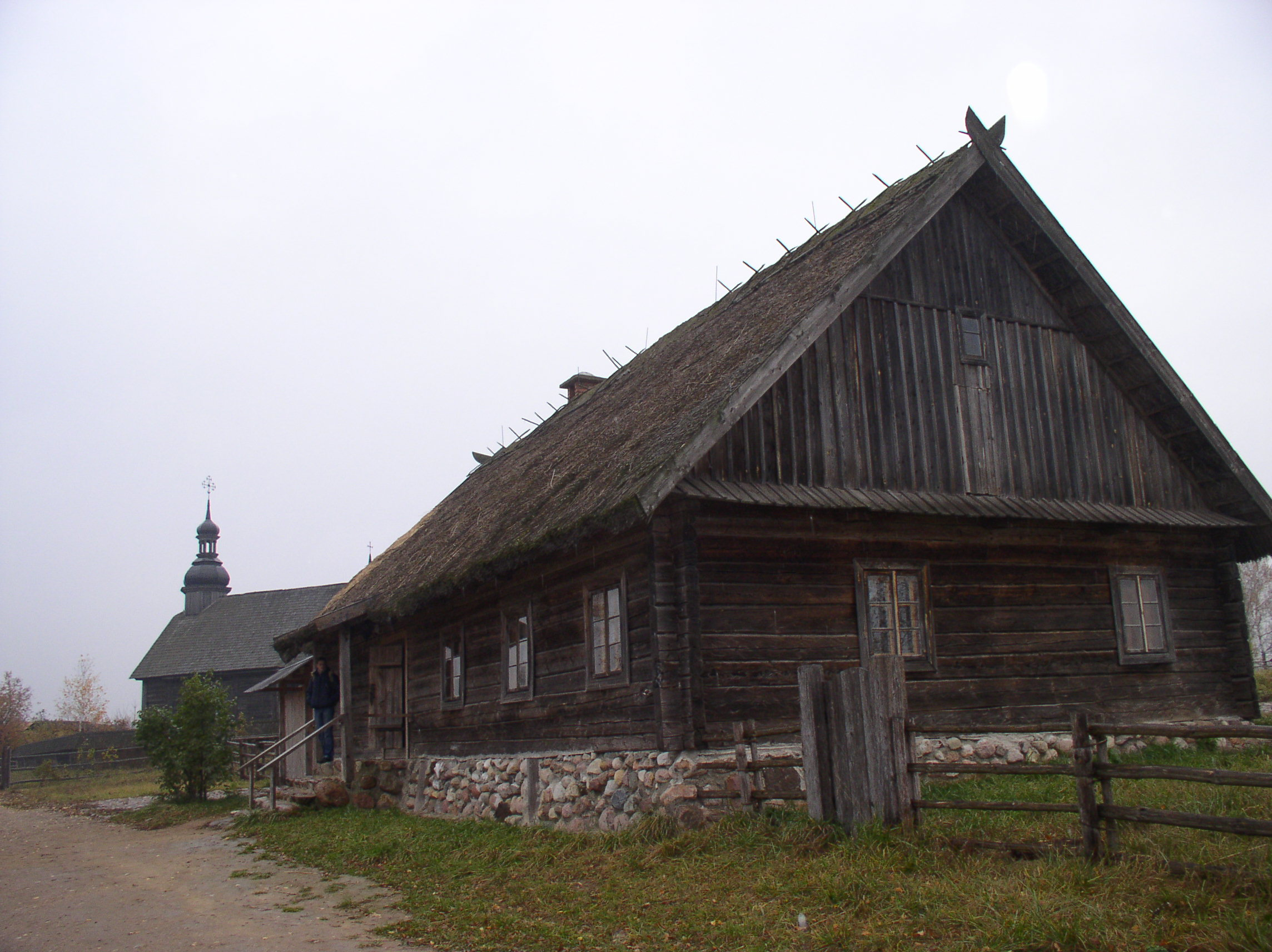
Закрылины и конёк

Конёк появился как завершающий элемент стыка карнизов при строительстве двускатных крыш. Самыми частыми мотивами являлись конские головы, коровьи рога, фигурки птиц (петухов, аистов) или змей, повернутых в разные стороны.
В конце XIX-начале XX веков вместо двойных волков стали появляться украшения, выпиленные из цельной доски. Зооморфные мотивы сменяются растительными и геометрическими орнаментами: стилизованным солнцем, цветам, трезубцем или стрелой — высоким остроконечным шпилем с вырезанными на нем различными округлыми украшениями. Такие коньки широко распространены и по сей день.
Сами закрылины также украшались фигурными вырезами, отверстиями и т. п.

#### Окна
Окна появились в широком употреблении в 19 веке и за относительно короткое время их убранство значительно изменилось. Их размеры увеличились со сменой пыльных домов на «чистые». Это избавило от необходимости использовать рамы, которые со временем стали собирать отдельно и вставлять в сруб в готовом виде. Широкая верхняя доска — наличник — получила богатейшую отделку: просверленные на разную глубину отверстия, волнообразный контур, накладные рейки и т. п.
Особого расцвета украшение лепниной достигло на востоке Гомельщины.

#### Щит
Щитами называют многоугольники, которые закрывают скаты крыши с торцов. Простейшие узоры украшения образуются из сочетания вертикальных и горизонтальных листов шали, но их сложность может возрастать от квадратов, ромбов и елочек до изображений солнца и других фигур.

#### Входная группа
Сначала вход в дом дополнялся только крыльцом, затем в некоторых районах крыльцо было заменено верандами со значительной площадью остекления.